# Магдалина Австрийская
Магдали́на Австри́йская (нем. Magdalena von Österreich; 14 августа 1532, Инсбрук, Цислейтания — 10 сентября 1590, Халль-ин-Тироль, Тироль) — принцесса из дома Габсбургов, урождённая эрцгерцогиня Австрийская, принцесса Богемская и Венгерская, дочь Фердинанда I, императора Священной Римской империи, короля Чехии и Венгрии.
Основательница и первая настоятельница монастыря Святейшего Сердца в Халль-ин-Тироле. Досточтимая Римско-католической церкви.

## Биография
Магдалина Австрийская родилась в Инсбруке 14 августа 1532 года. Она была шестым ребёнком и четвертой дочерью в многодетной семье императора Фердинанда I и Анны Богемской и Венгерской, принцессы из дома Ягеллонов. По линии отца эрцгерцогиня приходилась внучкой Филиппу I, королю Кастилии и герцогу Бургундии под именем Филиппа IV и Хуане I, королеве Кастилии и Леона и королеве Арагона, инфанте из дома Трастамара. По линии матери она была внучкой Владислава II, короля Чехии и Венгрии и Анны де Фуа, дамы из дома Фуа.
Вместе с младшей сестрой Маргаритой, Магдалина выразила желание остаться незамужней и основать монастырь для аристократок и простолюдинок, стремившихся к благочестивой жизни вне мира. Отец был против решения дочерей. Вскоре к Магдалине и Маргарите присоединилась их младшая сестра Елена, для которой из-за слабого здоровья вступление в брак казалось невозможным. Три сестры образовали при дворе благочестивую общину, в которой подвизались по составленному для них духовниками правилу.
В 1564 году, после смерти отца, Магдалина принесла пожизненный обет целомудрия. До конца жизни она не снимала траур. Наконец, вместе с сестрой Еленой (сестра Маргарита умерла незадолго до этого события), ей удалось основать королевский монастырь в Халль-ин-Тироле, где вокруг неё собрались единомышленницы из дворянского сословия. Она была избрана ими настоятельницей. Духовниками монашеской общины стали иезуиты.
В 1567 году Магдалина начала строительство базилики во имя Святейшего Сердца Иисуса, но не дожила до завершения строительных работ. После непродолжительной болезни она умерла в окружении почитавших её сподвижниц. В 1610 году останки эрцгерцогини перенесли из крипты монастырской церкви в церковь иезуитов в Халль-ин-Тироле. В 1706 году их вернули в обратно монастырь. Основанная ею обитель была секуляризирована в 1783 году. В настоящее время в Римско-католической церкви идёт процесс по причислению Магдалины Австрийской к лику блаженных. Известны несколько портретов эрцгерцогини. В городе Халль-ин-Тироль ей поставлен памятник.